# オムスク・ツェントラーリヌイ国際空港
オムスク・ツェントラーリヌイ国際空港（ロシア語:  Международный аэропорт Омск-Центральный、英語: Omsk Tsentralny Airport）は、ロシア・オムスクにある空港。

## 概要
当空港はオムスク・フィヨドロフカ新空港が市域外に完成した後に閉鎖される予定である。ロシア連邦軍が運用するオムスク・セヴェルヌイ飛行場は市域内にあるが、現在は民間航空用に指定されていない。
コロナウイルスのパンデミックの影響により空港の2020年の収益は2019年（12億ルーブル）に比べ33％減の8億540万ルーブルとなった。しかし、2021年はソビエト連邦が解体された1991年以来過去最高の旅客数となり、2022年には市内に拠点を置く2つの新しい航空会社によってさらなる成長が期待されている。

## 就航航空会社と就航都市

### 国内線
| 航空会社             | 就航地                                                              |
| -------------------- | ------------------------------------------------------------------- |
| アエロフロート       | モスクワ/シェレメーチエヴォ、クラスノヤルスク                       |
| S7航空               | モスクワ/ドモジェドヴォ、ノヴォシビルスク                           |
| ウラル航空           | モスクワ/ドモジェドヴォ                                             |
| ロシア航空           | サンクトペテルブルク、シンフェロポリ、ソチ                          |
| UTエアー             | スルグト                                                            |
| レッドウィングス航空 | シンフェロポリ、ソチ                                                |
| ヤクーツク航空       | ヤクーツク、アナパ                                                  |
| ノードウィンド航空   | モスクワ/ジュコーフスキー、シンフェロポリ、ソチ                     |
| ヤマル航空           | サレハルド                                                          |
| イル・アエロ         | モスクワ/ドモジェドヴォ、アナパ、イルクーツク、クラスノダール、ソチ |
| アジムート           | モスクワ/ヴヌーコヴォ、ロストフ・ナ・ドヌ、ソチ                     |

### 国際線
| 航空会社             | 就航地                                       |
| -------------------- | -------------------------------------------- |
| アズール・エア       | ブルガス、ニャチャン、プーケット、エンフィダ |
| ロシア航空           | アンタルヤ                                   |
| レッドウィングス航空 | アスタナ                                     |
| ロイヤル・フライト   | アンタルヤ、プーケット、ゴア、ウタパオ       |
| ノードウィンド航空   | イラクリオン                                 |
| エア・アスタナ       | アスタナ                                     |
| フライアリスタン     | アルマトイ、アスタナ                         |
| カザクエア           | アスタナ                                     |